# Gargano-Pelješaci-szigetek
A Gargano-Pelješaci-szigetek (horvátul: Gargansko-pelješki otoci, olaszul: Isole Gargano-Sabbioncello) egy tengeralatti, 130 méteres mélységben fekvő gerincen található szigetek neve, amely az Adriai-tengerben, az olaszországi Gargano-félszigettől a horvátországi Pelješac-félszigetig húzódik. Ez a gerinc választja el az Adriai-tenger sekélyebb (243 m) északi öblét a nagyobb és mélyebb (1228 m) déli öböltől.
Részei az olasz tengerpart előtt a Tremiti-szigetcsoport és a Pianosa-sziget, a tenger középső részén a Palagruža-szigetcsoport, a horvát tengerpart előtt pedig Lastovo és a Vrhovnjaci-szigetek. Gazdag halászati terület.